# San Corrado (Molfetta)
A San Corrado vagy duomo vecchio (régi dóm) Molfetta egyik jelentős temploma. 1785-ig a város székesegyháza volt, ezt követően a püspök az új dómba, a Santa Maria Assunta-katedrálisba költözött át. Ekkor vette fel a város védőszentjének, Bajorországi Szent Konrádnak a nevét. A templomot négy másik apuliai románkori katedrálissal együtt (Bari, Bitonto, Troia, Otranto) világörökségi helyszínnek javasoltak.

## Leírása
A templomot több fázisban építették a 12–13. században, ennek eredményeképpen stílusát tekintve, ötvözi az apuliai katedrálisok modelljét, azaz követi a bari San Nicola mintáját és átveszi a bencések által közkedvelt több kupolás tetőfedési technikát. A templom apszisát egy függőleges fal zárja és ugyancsak ezen az oldalon emelkedik két tornya is (a déli a harangtorony szerepét töltötte be, míg az északi, tenger-felőli védelmi célokat szolgált). A kupolák és a csegely közé sokszögű tamburok, azaz a kupola alaprajzát követő faltestek épültek. Ebben helyezték el a kupolával fedett kupolateret megvilágító nyílásokat. A tamburokat mészkőlapokkal (chiancarelle) fedték le cserép helyett. A középső kupola enyhén megnyúlt.
A templombelső háromhajós. A hajókat négy-négy kereszt alakú keresztmetszetű oszlop tartja és az oszlopokat boltívek kötik össze. Az oszlopfők faragványai a 13. századból származnak. A középső kupolának enyhén megnyúlt alakja van. A szentély feletti és egyben a legrégebbi kupola gazdagon díszített, kis boltívkorona díszíti, gyámkövei pedig faragottak. A szentély alá az építtetők egy kriptát képzeltek el, amely azonban csak félig készült el, majd visszabontották. A nyugati és déli homlokzaton késő reneszánsz ablakkeretek láthatók, valamint jelentős egyházi méltóságok címerei. A templombelső szerényen díszített 12-13. században szokásos népi motívumokkal. A 13. századból származik az oltár feletti Pantokrátort ábrázoló dombormű is. Figyelemre méltó továbbá az 1518-ból származó keresztelőmedence is.